# Paronychia cephalotes
Paronychia cephalotes là loài thực vật có hoa thuộc họ Cẩm chướng. Loài này được (M.Bieb.) Besser mô tả khoa học đầu tiên năm 1830.